# Marzanna Dąbrowska
Marzanna Dąbrowska (ur. w 1970, zm. 17 listopada 2021) – polska artystka grafik, projektantka znaczków pocztowych, kopert FDC i kasowników okolicznościowych.

## Życiorys
Uczęszczała do Zespołu Państwowych Szkół Plastycznych im. Wojciecha Gersona w Warszawie. Maturę uzyskała wraz z tytułem zawodowym technika o specjalności wystawienniczej. Następnie, w latach 1992–1997 studiowała na Wydziale Wzornictwa Przemysłowego w warszawskiej Akademii Sztuk Pięknych. Specjalizowała się w projektowaniu produktu i struktur. W zakresie malarstwa kształciła się w pracowni prof. Łukasza Korolkiewicza i Włodzimierza Pawlaka.
W 2005 podjęła pracę w Biurze Promocji i Marketingu Korporacyjnego Poczty Polskiej, z którą była związana aż do swojej śmierci w 2021. W tym czasie zaprojektowała ponad 200 znaczków i kartek pocztowych, oraz kopert FDC. Otrzymała za nie liczne nagrody w Polsce i za granicą. Jej autorstwa był pierwszy polski znaczek honorujący klub sportowy (ŁKS). Ostatnim zrealizowanym jej projektem był znaczek i blok 100. rocznica urodzin Czesława Słani, będące wspólną emisją Polski i Szwecji, która ukazała się w październiku w 2021. Wprawdzie w grudniu owego roku – czyli już po śmierci artystki – ukazały jeszcze dwa jej znaczki i blok pn. Skarby ziemi, ale zostały zaprojektowane wcześniej niż edycja polsko-szwedzka.

## Znaczki pocztowe
- Świat zabawek (seria) oraz koperty FDC, 2006, 2008
- Przedmioty ze srebra i złota • Wspólna emisja Polski i Chin (seria) oraz koperta FDC, 2006 – współaut. Wang Huming
- Boże Narodzenie (seria) oraz koperta FDC, 2006
- 50. Międzynarodowy Festiwal Muzyki Współczesnej „Warszawska Jesień 2007” oraz koperta FDC, 2007
- Światowy Dzień Poczty oraz koperta FDC, 2007
- Boże Narodzenie (seria) oraz koperty FDC, 2007
- Kocham Cię (seria) oraz koperty FDC, 2008, 2015, 2020
- Wielkanoc, (seria) oraz koperta FDC, 2008
- 100-lecie Łódzkiego Klubu Sportowego oraz koperta FDC, 2008
- 30. rocznica wyboru Karola Wojtyły na papieża oraz koperta FDC, 2008
- Rok Polski w Izraelu oraz koperta FDC, 2009
- Kwiaty i owoce (seria) oraz koperty FDC, 2009–2010, 2015–2016, 2018, 2020
- 200. rocznica urodzin Juliusza Słowackiego oraz koperta FDC, 2009
- 25. rocznica śmierci księdza Jerzego Popiełuszki oraz koperta FDC, 2009
- Rok Fryderyka Chopina oraz koperta FDC, 2010
- Dzień Pamięci Ofiar Zbrodni Katyńskiej oraz koperta FDC, 2010
- 600-lecie bitwy pod Grunwaldem oraz koperta FDC, 2010
- Znaczek do personalizacji (reklama Internetowego Sklepu Filatelistycznego) oraz koperta FDC, 2010
- 150. rocznica urodzin Ignacego Jana Paderewskiego oraz koperta FDC, 2010
- „Uśmiech świata” w fotografiach Elżbiety Dzikowskiej (seria) oraz koperty FDC, 2011
- Beatyfikacja papieża Jana Pawła II oraz koperta FDC, 2011
- Prezydencja Polski w Radzie Unii Europejskiej oraz koperta FDC, 2011
- 100-lecie Nagrody Nobla z chemii dla Marii Skłodowskiej–Curie (seria) oraz koperty FDC, 2011
- 70. rocznica powołania Armii Krajowej oraz koperta FDC, 2012
- 150 lat pierwszych polskich odkryć w Egipcie (seria) oraz koperta FDC, 2012
- Muskauer Park Mużakowski • Światowe dziedzictwo UNESCO oraz koperta FDC, 2012
- Grzyby w polskich lasach (seria) oraz koperty FDC, 2012
- Ludzie kina i teatru (seria) oraz koperty FDC, 2012–2018
- Miasta–ogrody w Polsce (seria) oraz koperty FDC, 2012
- Znaczek obiegowy ekonomiczny i priorytetowy (seria) oraz koperty FDC, 2013–2014
- Polskie ptaki (seria) oraz koperty FDC, 2013–2014
- Wiesław Chrzanowski Marszałek Sejmu RP I kadencji oraz koperta FDC, 2013
- 70. rocznica Powstania w Getcie Warszawskim oraz koperta FDC, 2013
- Znaczek obiegowy ekonomiczny priorytetowy i na przesyłki polecone (seria) oraz koperty FDC, 2013
- Sztuka ludowa • Tradycyjne stroje ludowe oraz koperta FDC, 2013
- 650. rocznica konsekracji Katedry Wawelskiej oraz koperta FDC, 2014
- Kanonizacja papieża Jana Pawła II oraz koperty FDC, 2014
- Kanonizacja papieży Jana Pawła II i Jana XXIII (seria) oraz koperta FDC, 2014
- Polscy złoci medaliści XXII Zimowych Igrzysk Olimpijskich w Soczi (seria) oraz koperta FDC, 2014
- Grzyby w polskich lasach (seria) oraz koperty FDC, 2014
- Zjawiska meteorologiczne (seria) oraz koperta FDC, 2014
- 75. rocznica zbrodni katyńskiej oraz koperta FDC, 2015
- Śpieszmy się kochać ludzi • 100. rocznica urodzin ks. Jana Twardowskiego oraz koperta FDC, 2015
- Zabytkowe organy w Polsce (seria) oraz koperty FDC, 2015, 2017–2019
- Piękno zaklęte w metalu (seria) oraz koperty FDC, 2015
- Polskie ptaki (seria) oraz koperty FDC, 2015, 2017, 2020
- Narodowy Dzień Pamięci Żołnierzy Wyklętych oraz koperta FDC, 2016
- Kanonizacja Ojca Stanisława Papczyńskiego oraz koperta FDC, 2016
- Chmury (seria) oraz koperty FDC, 2016
- 25-lecie Radia Maryja oraz koperta FDC, 2016
- Polski design • Syrena Sport oraz koperta FDC, 2016
- Ryngrafy Żołnierzy Wyklętych (seria) oraz koperty FDC, 2017–2018, 2020
- 300-lecie koronacji obrazu Matki Boskiej Częstochowskiej oraz koperta FDC, 2017
- Nigdy więcej! Never more! oraz koperta FDC, 2018
- Święty ojciec Pio oraz koperta FDC, 2018
- Polska • Zobacz Więcej (seria) oraz koperta FDC, 2018, 2020
- 40. rocznica wyboru kardynała Karola Wojtyły na papieża koperta FDC, 2018
- Polska–Izrael • Niepodległość • Pamięć • Wspólne Dziedzictwo oraz koperta FDC, 2018 – współaut. Ronen Goldberg
- 100. rocznica odzyskania przez Polskę niepodległości (seria) oraz koperty FDC, 2018
- Polskie wzornictwo przemysłowe (seria) oraz koperty FDC, 2018
- Narodowy Dzień Pamięci Żołnierzy Wyklętych (seria) oraz koperty FDC, 2019, 2021
- 80. rocznica Zbrodni Katyńskiej oraz koperta FDC, 2020
- 12 Gwiazd w Koronie Królowej Pokoju oraz koperta FDC, 2020
- Fundacja Pocztowy Dar oraz koperta FDC, 2020
- 100-lecie Muzeum Poczty i Telekomunikacji we Wrocławiu oraz koperta FDC, 2021
- Polskie transatlantyki (seria) oraz koperty FDC, 2021
- Rok św. Jakuba Apostoła oraz koperta FDC, 2021
- Obrona Poczty Polskiej w Gdańsku • Agresja Niemiec na Polskę oraz koperta FDC, 2021
- Gwiazdy polskiej muzyki • Krzysztof Krawczyk oraz koperta FDC, 2021
- 100. rocznica urodzin Czesława Słani oraz koperta FDC, 2021
- Skarby ziemi (seria) oraz koperta FDC, 2021

## Wybrane nagrody
- „Najładniejszy znaczek w (...) roku” w plebiscycie pisma „Filatelista”
  - 2008 30. rocznica wyboru Karola Wojtyły na papieża (nr kat. 4251)[4]
  - 2009 Rok Polski w Izraelu (nr kat. 4269 – blok 215)[5]
  - 2010 600-lecie bitwy pod Grunwaldem (nr kat. 4338 – blok 226)[6]
  - 2011 100-lecie Nagrody Nobla z chemii dla Marii Skłodowskiej–Curie (nry kat. 4390 i 4391 – blok 233)[7]
  - 2012 Grzyby w polskich lasach (nry kat. 4429–4432 – blok 242)[8]
  - 2013 Polskie ptaki (nr kat. 4453 – blok 245)[9]
  - 2014 Grzyby w polskich lasach (nry kat. 545–4548 – blok 266)[10]
  - 2015 Polskie ptaki (nry kat. 4647–4648 – blok 280)[11]
  - 2016 Chmury (nry kat. 4691–4694 – blok 291)[12]
  - 2018 100. rocznica odzyskania przez Polskę niepodległości (nry kat. 4890–4897 – blok 323)[13]
- Tytuł „Najpiękniejszego znaczka świata w 2014 roku” i Medal św. Gabriela w konkursie 33. Premio Internazionale d’Arte Filatelica „San Gabriele” w kategorii znaczka o tematyce religijnej (Kanonizacja papieża Jana Pawła II – blok, proj. graf. Marzanna i Jacek Dąbrowscy, ryt. Piotr Naszarkowski), 2015[14]
- I nagroda w plebiscycie niemieckiego miesięcznika „Gabriel” na najładniejszy znaczek o tematyce sakralnej za rok 2014 (650. rocznica konsekracji Katedry Wawelskiej – blok), 2015[14]
- Tytuł „Finalisty konkursu Dobry Wzór 2015” Instytutu Wzornictwa Przemysłowego za grafikę beznominałowych znaczków obiegowych (nry kat. 4445-4452 i 4463-4466), 2015[14]
- I nagroda w konkursie filatelistycznym na Konferencji Producentów Znaczków Pocztowych (GPSPA – Governmental Postage Stamp Printer’s Association) w Berlinie w kategorii: „Najpiękniejszy znaczek wydrukowany w technice kombinowanej” (Zabytkowe organy w Polsce, wyd. 2015, proj. graf. Marzanna Dąbrowska, ryt. Przemysław Krajewski), 2016[14]